# Leptodermis forrestii
Leptodermis forrestii är en måreväxtart som beskrevs av Friedrich Ludwig Diels. Leptodermis forrestii ingår i släktet Leptodermis och familjen måreväxter. Inga underarter finns listade i Catalogue of Life.